# Schönbach (Rajna-vidék-Pfalz)
Schönbach település Németországban, Rajna-vidék-Pfalz tartományban. Lakosainak száma 258 fő (2023. december 31.).

## Népesség
A település népességének változása:
| Lakosok száma | 217  | 269  | 273  | 265  | 253  | 258  |
|               | 1975 | 2017 | 2019 | 2021 | 2022 | 2023 |